# Нумансія (футбольний клуб)
Нумансія (ісп. CD Numancia de Soria) — іспанський футбольний клуб з міста Сорія. Клуб виступає в іспанській Сегунді, домашні матчі проводить на стадіоні Лос-Пахарітос, що здатний вмістити понад 9 тисяч вболівальників.

## Досягнення
- Сегунда:
  -  Переможець (1): 2007/2008
- Терсера:
  -  Переможець (1): 1988/1989